# Jørgen Schmidt
Jørgen Schmidt (13 d'agost de 1945) va ser un ciclista amateur danès. Del seu palmarès destaca el Campionat del món en ruta de 1970.

## Palmarès
- 1970
  -  Campió del món en ruta amateur
- 1971
  - 1r a la Fyen Rundt